# Video
Video (vi-đi-ô) là phương tiện điện tử để ghi, sao chép, phát lại, phát sóng và hiển thị hình ảnh chuyển động được lưu trữ trong  các phương tiện. Video lần đầu tiên được phát triển cho các hệ thống truyền hình cơ học, được thay thế nhanh chóng bằng hệ thống ống tia âm cực (CRT), sau đó được thay thế bằng một số loại màn hình phẳng.
Các hệ thống video khác nhau về độ phân giải màn hình, tỷ lệ khung hình, tốc độ làm mới, khả năng màu sắc và các phẩm chất khác. Các biến thể tương tự và kỹ thuật số tồn tại và có thể được thực hiện trên nhiều phương tiện khác nhau, bao gồm phát sóng radio, băng từ, đĩa quang, tệp máy tính và truyền phát qua mạng.

## Lịch sử
Công nghệ video lần đầu tiên được phát triển cho các hệ thống truyền hình cơ học, đã nhanh chóng được thay thế bằng hệ thống truyền hình ống tia âm cực (CRT), nhưng một số công nghệ mới cho các thiết bị hiển thị video đã được phát minh. Video ban đầu chỉ là một công nghệ sống. Charles Ginsburg đã lãnh đạo một nhóm nghiên cứu của Ampex phát triển một trong những máy ghi băng video thực tế đầu tiên (VTR). Năm 1951, máy ghi băng video đầu tiên đã ghi lại hình ảnh trực tiếp từ máy quay truyền hình bằng cách chuyển đổi các xung điện của máy ảnh và lưu thông tin vào băng video từ tính.
Máy quay video được bán với giá 50.000 đô la Mỹ vào năm 1956 và băng video có giá 300 đô la Mỹ mỗi cuộn một giờ. Tuy nhiên, giá giảm dần qua các năm; vào năm 1971, Sony bắt đầu bán các máy ghi âm và băng ghi hình băng video (VCR) vào thị trường tiêu dùng.
Việc sử dụng các kỹ thuật số trong video đã tạo ra video kỹ thuật số, cho phép chất lượng cao hơn và cuối cùng, chi phí thấp hơn nhiều so với công nghệ analog trước đó. Sau khi phát minh ra DVD vào năm 1997 và Blu-ray Disc vào năm 2006, doanh thu của băng video và thiết bị ghi âm đã giảm mạnh. Những tiến bộ trong công nghệ máy tính cho phép thậm chí cả máy tính cá nhân và điện thoại thông minh rẻ tiền có thể chụp, lưu trữ, chỉnh sửa và truyền video kỹ thuật số, giảm hơn nữa chi phí sản xuất video, cho phép các nhà sản xuất chương trình và đài truyền hình chuyển sang sản xuất không băng. Sự ra đời của phát sóng kỹ thuật số và quá trình chuyển đổi truyền hình kỹ thuật số tiếp theo đang trong quá trình đưa video analog vào tình trạng của một công nghệ kế thừa ở hầu hết các nơi trên thế giới. Tính đến  năm 2015 , với việc sử dụng ngày càng nhiều máy quay video độ phân giải cao với dải màu và dải màu được cải thiện và định dạng dữ liệu trung gian kỹ thuật số dải động cao với độ sâu màu được cải thiện, công nghệ video kỹ thuật số hiện đại đang hội tụ với công nghệ phim kỹ thuật số.